# Rantrum
 Ikke at forveksle med Rantum.
Rantrum er en landsby og kommune i det nordlige Tyskland, beliggende i Mildsted Sogn (Sønder Gøs Herred) under Nordfrisland Kreds. Nordfrisland Kreds ligger i delstaten Slesvig-Holsten. Byen ligger syd for Husum Mølle Å i det sydvestlige Sydslesvig. Rantrum blev første gang nævnt 1381. Stednavnet er måske afledt af Ran. Landsbyen var tidligere stationsby ved banestrækningen Husum-Rendsborg.
Kommunen omfatter også landsbyen Ipersted (på tysk: Ipernstedt), og samarbejder på administrativt plan med andre kommuner i Nordsø-Trene kommunefællesskab (Amt Nordsee-Treene).